# イェール大学経営大学院
イェール大学経営大学院（英：Yale School of Management）は、アメリカ合衆国コネチカット州ニューヘイブンにあるイェール大学のビジネススクールである。1976年、民間ビジネスの指導者育成に重きを置いた他のビジネス・スクールでは見られなかった、官・民共に通用する指導者を養成するという構想を掲げて始動したことから、公共・非営利の分野で強みを持っている。また、GPAとGMATの得点を基準にした学生の学力は、グローバルでトップ3である。
現在でも、約2割の在校生が非営利・公共セクター出身であり、卒業生が民間または公共の分野で社会貢献を目指すのが同校の特徴である。一方で、非営利・公共分野に代表されるような給与水準が比較的低い業界にも多く人材を輩出していることから、MBA卒業後の初任給が重要な評価指標となるMBAランキングには影響がある。

## 沿革

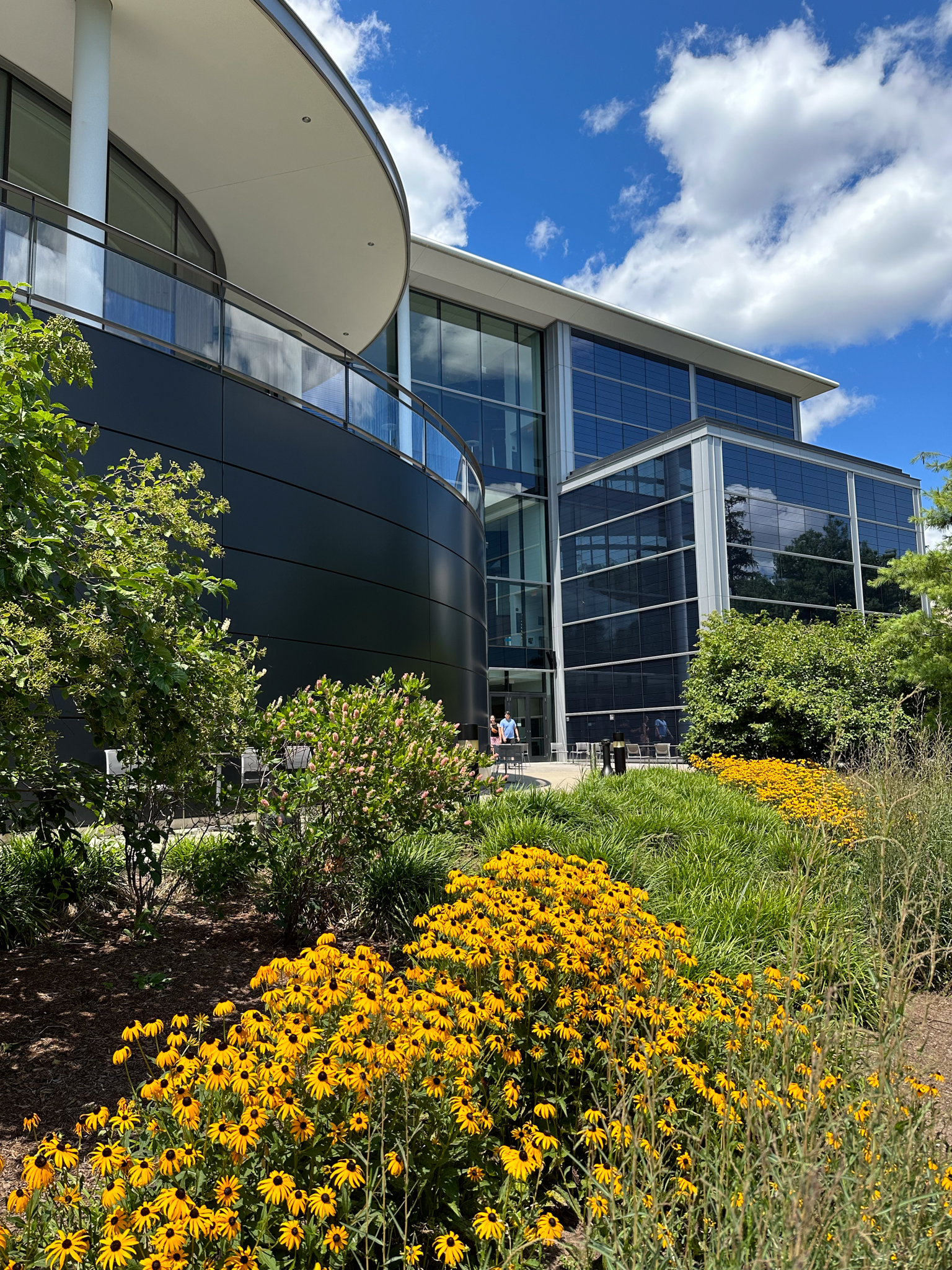
Edward P. Evans Hall

同大学院は1971年のフレデリック・バイネキからの寄付金に由来し、前身となる組織・マネジメントの専門大学院を母体としている。1976年には公共機関・非営利団体のマネジメントに重きを置いたPublic and Private Management（MPPM）という学位の授与を開始するなど、歴史的に非営利組織や公共機関の研究で知られていたが、次第に他ビジネス分野へも研究対象が拡大し、1994年に同大学院名を現在のイェール大学経営大学院（Yale School of Management）へと変更することとなった。
1998年まで学位の名称はMBAではなく、Master of Public & Private Management（MPPM）であり、民間では経営コンサルティングか投資銀行、それ以外では公共機関または非営利機関が主要な対象となっていたが、1999年にはMPPMを廃止しMBAの学位授与を開始した。現在のプログラムは、2000年代半ばに導入した学生4～8人の小規模の学習グループをベースとしたの統合カリキュラム（後述）を中心に据えたものとなっている。

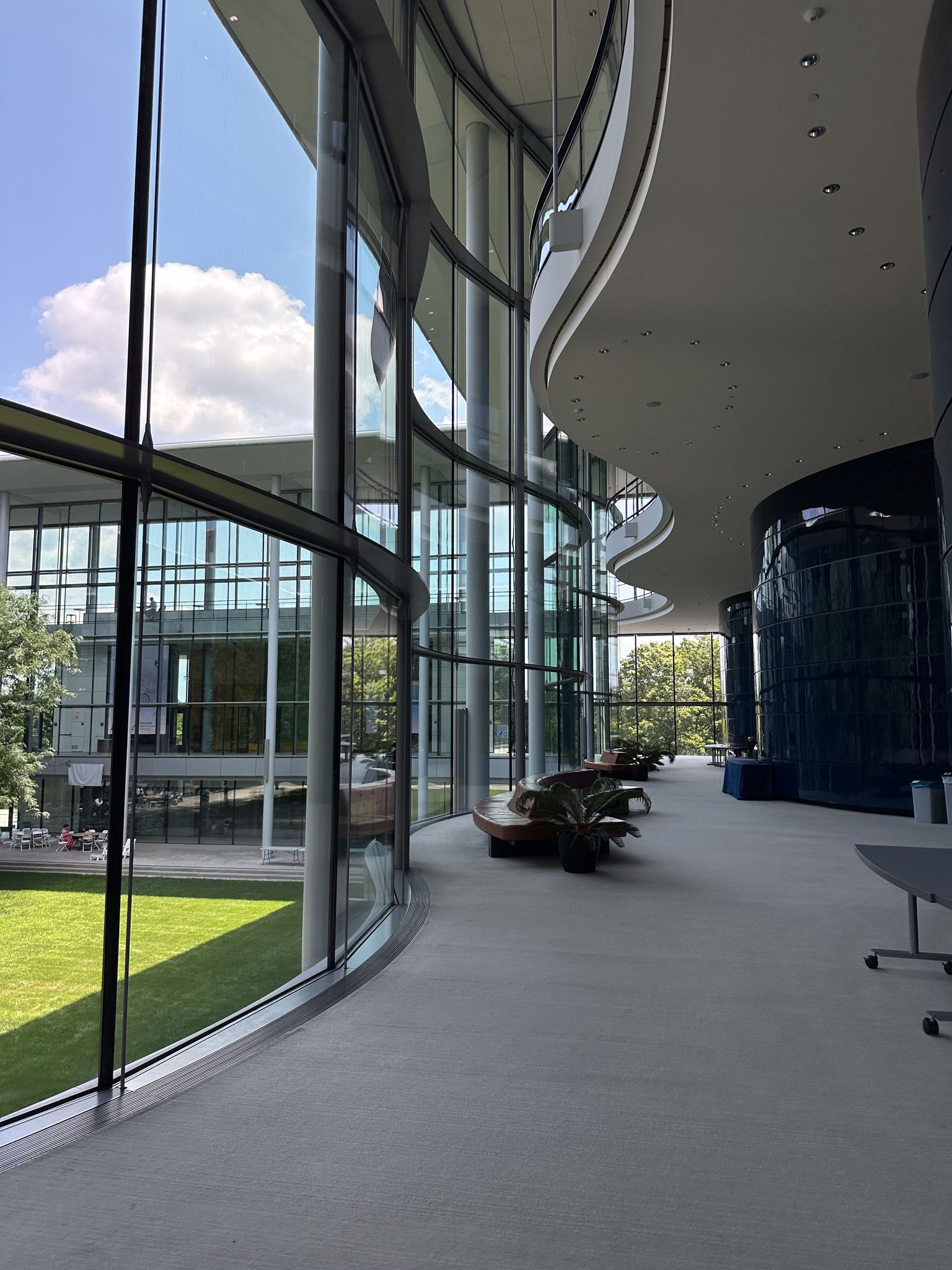
Evans Hall 2nd floor

近年では、ビジネススクールがアクセスしていない業界・国・地域にも人材を輩出するという趣旨のもとカリキュラムの国際化に注力することで他校との差別化を図っている。ロンドン・ビジネス・スクール、ロンドン・スクール・オブ・エコノミクス、シンガポール国立大学ビジネススクール、清華大学、HEC経営大学院、IESE、 IE ビジネススクール といった米国外の名門校との交換留学制度、留学生・外国人教員の受け入れ、海外事例を扱った授業の導入に加え、海外提携校とのケーススタディ開発、リアルタイムのオンライン共同授業、海外共同実地プロジェクト（海外企業・官公庁のコンサルティング）も導入している。
また、様々な業界に人材を輩出することをミッションにしていることから、学生の多様性確保にも力を入れている。カリキュラムでは、経営学修士(MBA)の授業を、エグゼクティブMBA(EMBA)、上級マネジメント修士(MAM)、その他専門大学院の学生も履修することになっており、クラスの議論を活性化させる制度となっている。

## MBA

### 統合カリキュラム
同カリキュラムは、科目別に独立して学ぶといった従来型の授業方式から脱却し、より多面的な視点を養うため2006年に導入されたものであり、"Orientation to Management"と呼ばれる基礎クラスと、分野横断的な内容を盛り込んだ"Organizational Perspectives"と呼ばれるクラスから構成されている。
Orientation to Managementは、学生の多面的な視点を最初に養うための、統合カリキュラムの導入部分となっており、入学直後の秋学期にマネジメントにおけるコアな概念やビジネススキルを、組織運営、会計、確率論、統計学、経済学、意思決定のモデリングといったクラスで学ぶ内容となっている。
Organizational Perspectivesは、統合カリキュラムのコアとなる分野横断的なコースで、従業員、競合他社、顧客、投資家、国家、社会といった現実社会における多様なステークホルダーの視点を養っていくものである。具体的には、カリキュラムの導入部分で身に着けた様々な視点を応用する集大成として、学生は国家間やグローバルビジネスにおける課題やそれまで学習した内容についてケーススタディを通じて学びを深めていき、イェール大学経営大学院が独自に開発した"Rawケース"（現実社会に近い形で消化できない程大量で複雑な情報を与えられるケーススタディ） や海外校との提携を通じて、民間のビジネス、政府、非営利組織が直面する現実世界の課題について知見を深め、意思決定の訓練を行う内容となっている。実地訓練については、教官の指導の下、企業や官公庁のビジネスやプロジェクトにおけるリアルな問題解決を、コンサルティングという形で行う機会が数多く設けられている。

### 選択科目
1年目の2学期以降、各学生の関心に応じて自由に選択し履修することが可能なコースで、経営大学院（ビジネススクール）以外の大学院や学部レベルで開講されている1,000以上の科目が卒業単位の対象となっている。同ビジネススクールでは、元アメリカ合衆国財務長官のティモシー・フランツ・ガイトナーや著名ヘッジファンドマネジャーのジェームズ・チェイノス、フィッシャー・ブラック賞受賞者のトビー・モスコビッツ らが教鞭を取っており、ビジネススクール以外でも元アメリカ合衆国国務長官のジョン・ケリーが教鞭を取るなど、著名な学者に加え第一線で活躍する実務家による履修科目が数多く用意されているのが特徴である。また、学生の希望に応じて教授・指導教官のもと特定の題材について研究することも可能になっている。

### グローバル・スタディ
MBAの学生は、海外提携校への交換留学（1学期）、5日～10日間程の海外スタディートリップ（海外提携校での授業、企業・官公庁訪問、文化体験など）、海外提携校とのオンラインによる共同授業・プロジェクト、米国外の社会企業家や海外志向の非営利、公共、民間機関へのプロボノコンサルティング 等を履修することが卒業要件となっている。

### リーダーシップ・デベロップメント
各生徒のリーダーシップやコーチングのスキルを開発する目的で導入されており、入学直後から卒業するまでの必修科目となっている
。授業、グループ・個人面談、コーチング等で構成されており、1年目はリーダーシップ基礎、上級リーダーシップのコース、2年目はコーチの指導の下実習を行う。

### 奨学金
優秀と判断された一部の学生には、入学時の条件として返済不要の奨学金が与えられる。また、所得水準が一定水準以下で政府や非営利組織で働いている学生は、希望すればローンの全額または一部返還を受けられる。学部生を対象としたシルバー・スカラーズ・プログラムでは、奨学生は大学卒業後ストレートで経営大学院（ビジネススクール）に入学し、1年間の統合コアカリキュラムと1年間の社会での就業（インターンシップ）を経験する内容となっている。奨学生はインターンシップ終了後、校舎に戻りMBAの残りの科目を修了することになるが、状況によってはインターンシップの1年延長が認められるなど柔軟な制度となっている。。

### 入学手続き
出願要件は、4年制大学の学位、オンラインの出願書類、エッセイ、GMATまたはGREのスコア、大学成績証明書、推薦状2通、ビデオ面接（ウェブ上でランダムに出題される問題に口頭で回答）で、一次審査を通過するとニューヘイブンの校舎或いは各国主要都市のホテルかオンラインの面接に招待される。2016－2017年（2019年度卒）の出願者数は4098人、合格率は17％であった。
|                              | '19卒     | '18卒     | '17卒     | '16卒     | '15卒    |
| ---------------------------- | --------- | --------- | --------- | --------- | -------- |
| 学生数                       | 348       | 334       | 326       | 323       | 291      |
| 女性比率                     | 43%       | 43%       | 40%       | 37%       | 39%      |
| 留学生比率                   | 45%       | 46%       | 40%       | 39%       | 32%      |
| GMAT得点（中央値）           | 730       | 730       | 720       | 720       | 720      |
| GMAT得点（中央レンジ80%）    | 690–760   | 690–760   | 690–760   | 680–760   | 690–740  |
| 学部時代GPA（中央値）        | 3.69      | 3.65      | 3.6       | 3.56      | 3.6      |
| 学部時代GPA（中央レンジ80%） | 3.38-3.94 | 3.31-3.91 | 3.23–3.88 | 3.17–3.87 | 3.36–3.8 |

### 就職実績
卒業生（2017年）の就職先は、約半数がコンサルティング、金融業界、14％程度がテクノロジー業界で、その他は小売、ヘルスケア/製薬、非営利、製造業、消費財、メディア/エンタメ、エネルギー、不動産、官公庁といった幅広い業種に及んでいる。中でも戦略コンサル上位3社（マッキンゼー、ボストン・コンサルティング・グループ、ベイン・アンド・カンパニー）への就職が50名程度と大きなシェア（全体の約15％）を占めている。
卒業直後の基本給とその他報酬（確定拠出年金、引越費用、サイン・オン・ボーナス（※入社を確約することに対する特別賞与））の中央値合計は157,900米ドルであり、最も高給である投資銀行業界では182,500米ドル、最も低い非営利業界では67,500米ドルであった。尚、その他賞与は入社後確実に支給される最低保証額であり、米系企業において大きな割合を占める業績・パフォーマンス連動型の賞与は反映されていない。例えば、業績と人事評価が加味された総額は、米系投資銀行では8－10か月分の基本給がさらに上乗せされた250,000米ドル強、米系コンサルでは200,000米ドル強になるが、業績と人事評価次第ではアップサイドなしの最低保証額（以下表の数字）になりうる。
| 進路（職種）                   | %     | 基本給           | 基本給   | 基本給           | その他報酬（業績給・ 成果報酬除く） | その他報酬（業績給・ 成果報酬除く） | その他報酬（業績給・ 成果報酬除く） |
| 進路（職種）                   | %     | 25パーセンタイル | 中央値   | 75パーセンタイル | 25パーセンタイル                    | 中央値                              | 75パーセンタイル                    |
| ------------------------------ | ----- | ---------------- | -------- | ---------------- | ----------------------------------- | ----------------------------------- | ----------------------------------- |
| コンサルティング               | 48.0  | $110,000         | $135,000 | $148,750         | $25,000                             | $30,000                             | $41,250                             |
| ファイナンス・アカウンティング | 26.6  | $100,000         | $125,000 | $125,000         | $31,250                             | $50,000                             | $59,375                             |
| マーケティング・セールス       | 10.1  | $106,500         | $110,000 | $121,500         | $24,300                             | $34,583                             | $44,788                             |
| ゼネラルマネジメント           | 7.7   | $72,200          | $110,000 | $124,000         | $11,875                             | $28,250                             | $40,000                             |
| オペレーション・物流           | 2.8   | $75,000          | $85,000  | $135,000         | *                                   | *                                   | *                                   |
| その他                         | 4.8   | $68,000          | $115,000 | $180,000         | $68,500                             | $92,500                             | $163,750                            |
| 中央値                         | 100.0 |                  | $124,900 |                  |                                     | $33,000                             |                                     |

### ランキング
|                                 | 順位          |
| ------------------------------- | ------------- |
| USニューズ&ワールド・レポート   | 8             |
| ビジネスインサイダー            | 9             |
| América Economía                | 9             |
| フォーブス                      | 11            |
| QS_w                            | 11            |
| ブルームバーグ ビジネスウィーク | 11            |
| Vault.com                       | 12            |
| フィナンシャル・タイムズ        | 15 (9 in US)  |
| エコノミスト                    | 15 (11 in US) |

※2017年2月現在

## 大学基金・運営
イェール大学の基金272億米ドル（2017年時点） は、CIOデビット・スウェンセンを中心とした30人のチームで運用されており、経営大学院（ビジネススクール）
の基金は743百万米ドル である。同大学院は独立採算を維持しており、寄付金や基金の利息収入で43％の運営費を賄っている。
1980年代にCIOデビット・スウェンセンとディーン・タカハシを中心として確立されたイェール・モデルと呼ばれる運用方針は、非効率な市場に分散投資をするというもので、イェール大学はベンチャーキャピタルを通して、早い時期からGoogle、Amazon.com、Facebook、テンセント、京東商城、Linkedin、Airbnb、Yahoo!、デル、オラクル、シスコシステムズ、アムジェン等、後にメガベンチャーへと成長する新興企業に投資していた。過去30年間の運用成績（年率換算）は、大学基金の平均を4.3％上回る12.5％で、これによってもたらされた超過リターンの総額は280億米ドルにも及び、長きにわたり大学の予算に多大な貢献をしてきた。2016年6月末時点のポートフォリオの内訳は、絶対収益型（ヘッジファンド）：22％、ベンチャーキャピタル：16％、プライベート・エクイティ・ファンド (バイアウト)：15%、海外株：15％、不動産：13％、天然資源：8％、債券：5％、国内株：4％、現金：2％となっている。
イェール大学のビジネススクールでは、運用チームのナンバー２であるディーン・タカハシが大学基金の運用をテーマとした授業で教鞭をとっており、CIOデビット・スウェンセンや資産運用業界におけるその他著名人を講師に招いている。2005年、大学の基金がデビット・スウェンセンの教え子であったレイ・ジャンに2,000万米ドルを出資し、彼の独立を支援したのはよく知られた逸話で、その後レイ・ジャンの運営するヒルハウス・キャピタル・グループ
は、350億米ドルを運用するアジア最大級のヘッジファンドへと成長した。

## 校舎
新校舎エドワード・P・エバンス・ホールは、プリツカー賞受賞者である著名建築家ノーマン・フォスターの事務所(フォスター・アンド・パートナーズ)とグルーゼン・サムトンによってデザインされ、旧校舎の1区画隣（イェール大学のキャンパス北側）に建てられた。
総工費243百万米ドルを費やし建築された同校舎は、レトロフューチャーな精神を体現した近代的な建物で、中庭を教室、職員室、学術センター、ミーティングスペースが囲う構造になっており、2014年1月から新校舎として利用されている。
校舎最大の講堂は、同校の卒業生でアジア最大級のヘッジファンド創業者であるレイ・ジャンの寄付金によって建てられたことから、ジャン・オーディトリアムと呼ばれている。

## MAM
MAMは"The Master of Advanced Management program"の略称で、提携校を卒業したMBA取得者を対象とした1年制のプログラムである。2012年にカリキュラムをグローバル化するため、21の海外校と国際経済におけるデータ収集や研究、教材の共同開発、教授陣、学生、卒業生の交流を促進するGlobal Network for Advanced Management (GNAM)を組織した流れで、海外校とのネットワークを生かしリーダーシップやマネジメントに焦点を当てた1年プログラム（the Master of Advanced Management (MAM)）を導入することとなった。
MAM生は、提携校を卒業した後イェール大学経営大学院に入学し、イェール大学全体の1,000を超える科目から授業を選択することでカリキュラムをカスタマイズすることができる。同プログラムでは、MAM生がMBA生と同じ授業を受けるなど、校内の多様性向上が意識されたものとなっている。
2016年卒業のクラスは、34か国20の提携校から選ばれた63名という構成で、38％は女性であった。

## MMS in Systemic Risk　(システミックリスクマネジメント修士）
MMS in Systemic Riskは"Master of Management Studies in Systemic Risk"の略称で、2017年にイェール経営大学院に設置された1年制の少人数プログラムである。既に経済学・統計学・ファイナンス等の学位を持つ中央銀行・金融規制当局の職員を対象としている。一般的なマネジメントについて幅広く学ぶMBAやMAMとは異なり、金融政策・金融規制・マクロプルーデンス政策・金融危機対応など、金融システムの安定に関連する内容のみに特化したカリキュラムとなっている。 2013年にイェール経営大学院は金融安定性プログラムというイニシアティブを立ち上げ、金融危機の研究や中央銀行職員などの金融当局者との連携に力を入れており、本修士課程はその一環として設立された。
2019年卒業のクラスは、8か国出身の10名という構成で、40％は女性であった。

## ジョイント・ディグリー
同大学院は、イェール・ロー・スクール、医学大学院、総合学術大学院、林学・環境学大学院、建築大学院、演劇大学院、神学大学院、公衆衛生大学院、ジャクソン・スクール・オブ・グローバル・アフェアーズといったイェール大学のその他の専門大学院とのジョイント・ディグリーを提供している。

## 博士課程
学術的なキャリアを志向する学生向けの4－5年のプログラムで、会計、ファイナンス、マーケティング、オペレーション、組織・マネジメントのコースが用意されている
。現在は総勢51名のPh.D.候補生が在籍している。

## エグゼクティブ向けMBA(EMBA)
EMBAプログラムは、統合コア科目、リーダーシップ・デベロップメント、マネジメントに加え、ヘルスケア、アセットマネジメント、サステイナビリティといった専門分野のコースから構成されている。2015年ー2016年には63名が在籍し41％が女性であった。

## 学生生活
入学後、学生は"イェーリーズ"や東インド会社総督エライヒュー・イェールにちなんだ"Elis"、または大学院名称(School of Management)から"SOMers"と呼ばれる。経営大学院(MBA)の学生は、スポーツ・文化系のクラブや就職活動の準備やネットワーキングを目的としたプロフェッショナルクラブを組織しており、合計で40以上にも上る。プロフェッショナルクラブでは、ファイナンス、プライベート・エクイティ、テクノロジー、マーケティング、コンサルティングに関するものが主で、米国内外の非営利組織のプロボノのコンサルティングを行うクラブも活発に活動している。スポーツ系ではサッカー、フリスビー、スキー、スカッシュなどがあり、冬には男女混成チームによるホッケートーナメントに参加している。10月に行われる経営大学院主催のサッカートーナメント(The Yale SOM Cup soccer tournament)には多くの米国トップビジネススクールが参加することで知られており、11月の"The Game"と呼ばれるハーバード大学とイェール大学のアメリカンフットボールの試合には多くの学生が観戦に訪れる。大学によって運営されているグリフォンズ・パブは多くの大学院生が訪れることで知られる。

## 教員
|    | 学部長                              | 任期        |
| -- | ----------------------------------- | ----------- |
| 1  | ウィリアム H.ドナルドソン           | (1975–1980) |
| 2  | ジョフェリー C. ハザード・ジュニア. | (1980–1981) |
| 3  | ブルトン G.マルキエル               | (1981–1987) |
| 4  | メルトン J.ペック                   | (1987–1988) |
| 5  | マイケル E.レヴァイン               | (1988–1992) |
| 6  | ポール・マッカヴォイ                | (1992–1994) |
| 7  | スタンレー・ガルストカ              | (1994–1995) |
| 8  | ジェフリー・ガーテン                | (1995–2005) |
| 9  | ジョエル M. ポドルニー              | (2005–2008) |
| 10 | シャロン・オスター                  | (2008–2011) |
| 11 | テッド・シュナイダー                | (2011–2019) |
| 12 | カーウィン・コフィ・チャールズ      | (2019–現在) |

- アーサー・スウェルセイ – 生産在庫管理、品質管理、定量モデリング研究者
- ヴィクトール・ヴルーム – 期待理論の第一人者
- エドワード H. カプラン – オペレーション研究者、Lanchester Prize、The Edelman Award 受賞者
- ゲーリー・ゴートン – 経済学者（株式・先物・銀行・プライシング専門）、Review of Economic Studies 編集者
- ジェフリー・ガーテン – 元商務次官
- ジェフリー・ソネンフェルド – The Chief Executive Leadership Institute 創業者
- シャロン・オスター – 経済学者（競争戦略専門）
- ステファン・ローチ – モルガンスタンレー 元マネージングダイレクター・チーフエコノミスト
- デビッド M.クロムウェル – JPモルガン・キャピタル元CEO
- デビッド・スウェンセン – イェール大学基金CIO
- トニー・ブレア - 英元首相、イェール大学経営大学院・神学大学院フェロー
- トビー・モスコビッツ - 経済学者、フィッシャー・ブラック賞受賞者
- バリー・ネイルバフ – 経済学者（ゲーム理論専門）、Honest Tea, Inc. 共同創業者
- フランク J.ファボッツィ – 経済学者、Journal of Portfolio Management 編集者
- マーチン J. ウィットマン – サード・アベニュー・ファンズ 会長・CEO・CIO
- リチャード N. フォスター – マッキンゼー・アンド・カンパニー 名誉会長
- ロバート・シラー – 経済学者、ノーベル経済学賞受賞者
- ロジャー G. イボットソン – ゼブラ・キャピタル・マネジメント（株式ヘッジファンド） 会長・CIO・共同創業者、イボットソン・アソシエーツ(モーニングスター (企業)の部門）創業者

## 卒業生
イェール大学・卒業生・出身者を参照
- アシュウィン・サンギ – Chanakya's Chant The Rozabal Line 作家
- アンネ・グローバー（ベンチャーキャピタリスト） – アマデウス・キャピタル・パートナーズ CEO・共同創業者
- アンドリュー K・ゴールデン – プリンストン大学投資会社プレジデント
- インドラ・ヌーイ – ペプシコ会長兼CEO
- ウェンディ・デン – Myspace中国取締役、ニューズ・コープ元ヴァイスプレジデント、ルパート・マードックの元妻
- エリス・ジョーンズ – Wasserstein & Co. CEO
- オースチン・リーゴン – CarMax 共同創業者（元CEO）
- カーク・ファンシャー - ブルドッグ・イノベーション・グループ 共同創業者
- コンスタンス・マッキー – Asilomar Pharmaceuticals CEO・創業者
- サンドラ・ユリー – ケンブリッジ・アソシエイツ CEO
- Jay Readey - The Chicago Lawyer's Committee for Civil Rights Under Law専務、ブルドッグ・イノベーション・グループ 共同創業者
- ジェームズ P. ケリー – ヴェスター・キャピタル・パートナーズ プレジデント
- ジェームズ・ファイヤーストーン – ゼロックス経営戦略責任者、グッドイヤー取締役
- ジェーン・メンディーロ – ハーバード・マネジメント・カンパニー（ハーバード大学基金） CEO
- ジテンドラ E. チティ - K2G・グローバル・パートナーズ共同創業者、ブルドッグ・イノベーション・グループ 共同創業者
- ジャック・グリフィン – タイム社CEO
- ジョアクイン・アヴィラ – EMX キャピタル マネージング・パートナー、リーマンブラザーズ 元マネージング・ダイレクター
- ジョン D. ハワード – アーヴィン・プレース・キャピタル (前ベアー・スターンズ商業銀行) CEO
- ジョン L. ソーントン – 清華大学グローバル・リーダーシップ教授、ゴールドマン・サックス 上級アドバイザー・元プレジデント・共同COO
- セツ・ゴールドマン – Honest Tea（オーネスト・ティ） CEO
- タン・チン・ウィー - 世界経済フォーラムヤングリーダー（2014）、アポロ・グローバル・マネジメント アジア共同創業者、アマランス・アドバイザーズマネージング・ディレクター、 トラフィギュラアジアパシフィックCEO、
- チャド・トラウトワイン – Veritas Prep CEO・共同創業者
- ティモシー・コリンズ – リップルウッド・ホールディングス 創業者・CEO
- D.エレン・シューマン – カーネギー・コーポレーション CIO
- ディーン・タカハシ – イェール大学インベストメント・オフィス シニアダイレクター
- デビッド P. ウォーレン – NASDAQ CFO
- デビッド S・ダニエル – スペンサースチュアート CEO
- ダニエル・ウェイス – ハバフォード大学 学長
- ダニエル S.オコネル – ヴェスター・キャピタル・パートナーズ CEO・創業者
- ドナルド・ジップス – 駐南アフリカ大使
- トム・アッシェイム – ニューズウィーク 前CEO、ABC Family 社長
- トリシュ・カーター - Dancing Deer Baking Co. 創業者
- ニール・ケニー・ガイヤー – Mercy Corps CEO
- ニール・シェン – Ctrip.com共同創業者、セコイア・キャピタルチャイナ創業者・マネージング・パートナー
- ネッド・ラモント – ラモント・デジタル・システムズ会長
- ボビー・セイガー – title character of NBC TV show The Philanthropist is loosely based on Sager.
- マイケル R. エイセンソン – チャールズバンク・キャピタル・パートナーズ CEO・マネージング・ダイレクター・共同創業者
- マーサ N. ジョンソン – General Services Administration Administrator, United States
- マーサ・ブルックス – ノベリス 元社長・COO、ハーレーダビッドソン、ボンバルディア、Jabril 取締役
- マリー・エレン・イスケンデリアン – Women's World Banking CEO
- ラスズロ・ボック – グーグル人事最高責任者
- ランジ・H・ナガスワミ – アライアンス・バーンスタイン（米国）CIO
- リチャード・カウフマン – リーバイス 会長
- リンダ・メーソン – Bright Horizons Family Solutions 創業者・会長
- ロブ・クオーテル - NTELX, Inc.,CEO、ブルドッグ・イノベーション・グループ 共同創業者
- レイ・ジャン – ヒルハウス・キャピタル・グループ創業者・マネージング・パートナー
- ロジャー H. ブラウン – バークリー音楽大学 学長
- 上野拓朗 - 経営コンサルタント、エコノミスト、文筆家、グロービス経営大学院大学経営研究科教授
- 木曽功 - 国連教育科学文化機関（ユネスコ）日本政府代表部特命全権大使、東日本旅客鉄道株式会社顧問、第2次安倍内閣内閣官房参与
- 北原久 - 総務省国際統計交渉官（政策統括官付）、総務省政策統括官[59]
- 小松正之 - 国際捕鯨委員会（IWC）日本代表代理、国連食糧農業機関（FAO）水産委員会議長、インド洋マグロ漁業委員会日本代表、政策研究大学院大学教授
- 陳野浩司 - 国際金融公社（IFC）東京事務所CIO
- 廣瀬直己 - 東京電力ホールディングス取締役代表執行役社長、世界エネルギー会議副会長
- 藤原武平太 - 駐ブルガリア大使
- 山口勝業 - イボットソン・アソシエイツ日本法人創立者・会長、早稲田大学大学院経営管理研究科教授